# BLAKE (hash)
BLAKE è una famiglia di funzioni crittografiche di hash basata sul cifrario a flusso ChaCha.
Esistono due varianti principali di BLAKE:
- BLAKE-256, che usa parole di 32 bit e genera un hash di 256 bit;
- BLAKE-512, che usa parole di 64 bit e genera un hash di 512 bit.

Esistono anche le varianti BLAKE-224 e BLAKE-384, che usano lo stesso algoritmo di BLAKE-256 e BLAKE-512 rispettivamente ma producono un hash più corto.

## Storia
BLAKE è stata creata da Jean-Philippe Aumasson, Luca Henzen, Willi Meier e Raphael C.-W. Phan per partecipare alla competizione NIST per funzioni hash nel 2008. Arrivò in finale, ma perse contro l'algoritmo Keccak, che sarebbe poi stato standardizzato come SHA-3.
Nel 2012 è stata presentata una nuova serie di funzioni di hash, chiamata BLAKE2 e basata su BLAKE.
Un'ulteriore funzione, chiamata BLAKE3, è stata annunciata nel 2020.

## BLAKE2
BLAKE2 è un gruppo di funzioni progettate per rimpiazzare le obsolete e non sicure MD5 e SHA-1. Sono state presentate nel dicembre 2012 e costituiscono un'evoluzione delle precedenti BLAKE.
È disponibile in due varianti principali, che sono state standardizzate come RFC 7693:
- BLAKE2b: ottimizzato per architetture a 64 bit, può produrre hash di qualsiasi lunghezza fino a 512 bit;
- BLAKE2s: ottimizzato per architetture a 32 bit, può produrre hash di qualsiasi lunghezza fino a 256 bit.

BLAKE2 è implementato nelle seguenti librerie: Botan, Bouncy Castle, Crypto++, Libgcrypt, NaCl, OpenSSL e wolfSSL.

## BLAKE3
BLAKE3, presentata nel gennaio 2020, è una singola funzione di hash basata su BLAKE2 e progettata per essere il più veloce possibile.